# Démographie de Singapour
Singapour est un pays présentant l'une des plus fortes densités de population au monde. La croissance démographique annuelle est de 1,2 %. Elle se fait essentiellement par solde migratoire positif, le succès économique de Singapour attirant de nombreux étrangers. En revanche, avec le taux de natalité le plus bas du monde, le solde naturel est très faible.

## Groupes ethniques
Depuis la colonisation britannique, Singapour est devenu un pays d'immigration. Le groupe chinois est majoritaire, et le recensement de 2015 donne les pourcentages suivants :
- chinois 74,3 %
- malais 13,3 %
- indiens 9,1 %
- autres 3,3 %

Le total de 100 % ne représente que les citoyens singapouriens et les « résidents permanents » étrangers. Cependant, les données ci-dessus doivent être pondérées, sachant que 20 % de la population (étrangers) n'y est pas incluse. Il n'y a pas de chiffres officiels sur cette population, mais les Chinois en sont presque absents. Elle concerne surtout des travailleurs philippins, bangladais et sri-lankais ainsi que des expatriés asiatiques (japonais, coréens) et anglo-saxons (australiens, américains, britanniques).
L'immigration de Malaisie et d'Indonésie est surtout le fait de Chinois et d'Indiens.
| Ethnie  | 1970 | 1980 | 1990 | 2000 | 2010 | 2015 |
| ------- | ---- | ---- | ---- | ---- | ---- | ---- |
| Chinois | 77,0 | 78,3 | 77,7 | 76,8 | 74,1 | 74,3 |
| Malais  | 14,8 | 14,4 | 14,1 | 13,9 | 13,4 | 13,3 |
| Indiens | 7,0  | 6,3  | 7,1  | 7,9  | 9,2  | 9,1  |
| Autres  | 1,2  | 1,0  | 1,1  | 1,4  | 3,3  | 3,3  |

## Population

### Avant 1960
- 1860 : 80 792[14]
- 1901 : 228 600[15]
- 1911 : 303 300
- 1921 : 418 400
- 1931 : 557 700
- 1947 : 938 100
- 1957 : 1 445 900

### Après 1960
4 600 000 (juillet 2003)
5 312 400 (2012)
| Âge            | pourcentage | hommes    | femmes    |
| -------------- | ----------- | --------- | --------- |
| 0-14 ans       | 18 %        | 390 352   | 365 730   |
| 15-64 ans      | 75 %        | 1 520 875 | 1 590 355 |
| 65 ans et plus | 7 %         | 124 413   | 159 539   |

(est. 2000)
| Statut                | Nombre    | Pourcentage |
| --------------------- | --------- | ----------- |
| Population totale     | 4 017 733 | 100 %       |
| Citoyens              | 2 973 091 | 74 %        |
| Résidents permanents  | 300 789   | 7,2 %       |
| Résidents temporaires | 754 524   | 18,8 %      |

(est. 2000)
| Croissance démographique | 3,54 %                           |
| Taux de natalité         | 12,79 naissances/1 000 habitants |
| Taux de mortalité        | 4,21 morts/1 000                 |
| Solde migratoire         | 26,8 migrants/1000               |

(est. 2000)

### Taux de mortalité infantile
3,65 morts/ 1 000 naissances vivantes

### Espérance de vie
Total :
80,05 ans

Hommes :
77 ans

Femmes :
83,23 ans

### Taux de fécondité
0,97 enfant par femme en 2023, l'un des plus bas au monde.

## Nuptialité
| Indicateur                                        | 2003   |
| ------------------------------------------------- | ------ |
| Nombre de mariages (Sauf remariages)              | 21 962 |
| Nombre de mariages de résidents (Sauf remariages) | 21 282 |
| Nombre de divorces ou d'annulations               | 6 561  |
| Âge moyen au premier mariage (ans)                |        |
| …Marié                                            | 30,2   |
| …Mariée                                           | 27,2   |
| Taux de nuptialité                                |        |
| …Hommes (pour 1 000 non-mariés)                   | 44,0   |
| …Femmes (pour 1 000 non-mariées)                  | 44,3   |
| Taux de divorce                                   |        |
| …Hommes (pour 1 000 non-mariés)                   | 7,8    |
| …Femmes (pour 1 000 non-mariées)                  | 8,0    |
| Taux brut de nuptialité (pour 1 000)              | 6,39   |
| Taux brut de dissolution (pour 1 000)             | 1,91   |

## Revenu des ménages

### Revenu moyen
Le revenu moyen était de 4 943 $SGD en 2000, ce qui représente une croissance annuelle moyenne de 4,9 % depuis 1990 (3 080 $SGD). Cependant en 1999, le revenu moyen chute de 2,7 % ; cette baisse est imputée au ralentissement de l'économie qui a suivi la crise économique asiatique.
| Année | Revenu moyen ($SGD) | Revenu médian ($SGD) |
| ----- | ------------------- | -------------------- |
| 1990  | 3076                | 2296                 |
| 1995  | 4107                | 3135                 |
| 1997  | 4745                | 3617                 |
| 1998  | 4822                | 3692                 |
| 1999  | 4691                | 3500                 |
| 2000  | 4943                | 3607                 |

Source: Bureau de la statistique de Singapour. 
En dollars de 1990, le revenu moyen par ménage est passé de 3 080 $SGD en 1990 à 4 170 $SGD en 2000, soit une progression annuelle de 2,8 %.
| Groupe ethnique | Revenu moyen du ménage (SGD$) | Revenu moyen du ménage (SGD$) | Revenu médian du ménage (SGD$) | Revenu médian du ménage (SGD$) |
| Groupe ethnique | 1990                          | 2000                          | 1990                           | 2000                           |
| --------------- | ----------------------------- | ----------------------------- | ------------------------------ | ------------------------------ |
| Total           | 3 076                         | 4 943                         | 2 296                          | 3 607                          |
| Chinois         | 3 213                         | 5 219                         | 2 400                          | 3 848                          |
| Malais          | 2 246                         | 3 148                         | 1 880                          | 2 708                          |
| Indiens         | 2 859                         | 4 556                         | 2 174                          | 3 387                          |
| Autres          | 3 885                         | 7 250                         | 2 782                          | 4 775                          |

### Répartition des revenus par ménage
| Revenu mensuel par ménage ($SGD) | Nombre ('000) | Nombre ('000) | pourcentage | pourcentage |
| Revenu mensuel par ménage ($SGD) | 1990          | 2000          | 1990        | 2000        |
| -------------------------------- | ------------- | ------------- | ----------- | ----------- |
| Total                            | 661,7         | 923,3         | 100,0       | 100,0       |
| Moins de 1 000                   | 105,7         | 116,3         | 16,0        | 12,6        |
| 1 000-1 999                      | 179,3         | 128,9         | 27,1        | 14,0        |
| 2 000-2 999                      | 133,3         | 136,1         | 20,1        | 14,7        |
| 3 000-3 999                      | 86.1          | 121.3         | 13.0        | 13.1        |
| 4 000-4 999                      | 54.0          | 95.2          | 8.2         | 10.3        |
| 5 000-5 999                      | 33.5          | 75.4          | 5.1         | 8.2         |
| 6 000-6 999                      | 21.7          | 57.5          | 3.3         | 6.2         |
| 7 000-7 999                      | 13.8          | 42.2          | 2.1         | 4.6         |
| 8 000-8 999                      | 9,5           | 32,4          | 1,4         | 3,5         |
| 9 000-9 999                      | 6,5           | 23,4          | 1,0         | 2,5         |
| 10 000 et +                      | 18,3          | 94,6          | 2,8         | 10,3        |

### Croissance du revenu des ménages par décile
Avec la reprise économique post-1998, la croissance du revenu des ménages a repris pour la majorité des foyers en 2000. Cependant, pour les deux déciles inférieurs, le revenu moyen par ménage a diminué en 2000 par rapport à 1999. Cela a été dû à l’accroissement de la proportion des foyers sans revenus (personnes âgées ou au chômage) de 75 % en 1999 à 87 % en 2000 pour le décile inférieur.
| Décile                                                | Revenu moyen (SGD$) | Revenu moyen (SGD$) | Revenu moyen (SGD$) | Revenu moyen (SGD$) | Revenu moyen (SGD$) | Variation annuelle (%) | Variation annuelle (%) | Variation annuelle (%) |
| Décile                                                | 1990                | 1997                | 1998                | 1999                | 2000                | 1998                   | 1999                   | 2000                   |
| ----------------------------------------------------- | ------------------- | ------------------- | ------------------- | ------------------- | ------------------- | ---------------------- | ---------------------- | ---------------------- |
| Total                                                 | 3,076               | 4,745               | 4,822               | 4,691               | 4,943               | 1.6                    | -2.7                   | 5.4                    |
| 10% les plus bas                                      | 370                 | 327                 | 258                 | 133                 | 61                  | -21.1                  | -48.4                  | -54.1                  |
| 10% les plus bas, en excluant les ménages sans revenu | 620                 | 716                 | 681                 | 531                 | 459                 | -4.9                   | -22.0                  | -13.6                  |
| 10% suivants                                          | 934                 | 1,352               | 1,332               | 1,172               | 1,145               | -1.5                   | -12.0                  | -2.3                   |
| 10% suivants                                          | 1,321               | 2,002               | 2,005               | 1,853               | 1,862               | 0.1                    | -7.6                   | 0.5                    |
| 10% suivants                                          | 1,686               | 2,613               | 2,647               | 2,470               | 2,535               | 1.3                    | -6.7                   | 2.6                    |
| 10% suivants                                          | 2,076               | 3,254               | 3,305               | 3,137               | 3,237               | 1.6                    | -5.1                   | 3.2                    |
| 10% suivants                                          | 2,541               | 4,019               | 4,097               | 3,900               | 4,036               | 1.9                    | -4.8                   | 3.5                    |
| 10% suivants                                          | 3,116               | 4,938               | 5,034               | 4,828               | 5,017               | 1.9                    | -4.1                   | 3.9                    |
| 10% suivants                                          | 3,897               | 6,093               | 6,271               | 6,023               | 6,316               | 2.9                    | -4.0                   | 4.9                    |
| 10% suivants                                          | 5,152               | 7,965               | 8,221               | 7,937               | 8,419               | 3.2                    | -3.5                   | 6.1                    |
| Décile supérieur                                      | 9,671               | 14,890              | 15,053              | 15,451              | 16,804              | 1.1                    | 2.6                    | 8.8                    |

### Disparité de revenu par ménage
Elle s'est accrue en 2000, témoignant d'un accroissement plus rapide des revenus pour la tranche la plus riche de la population. Le coefficient de Gini mesure l'inégalité des revenus. Il a augmenté de 0,446 en 1998 à 0,481 en 2000.
| Mesure                                        | 1990  | 1995  | 1997  | 1998  | 1999  | 2000  |
| --------------------------------------------- | ----- | ----- | ----- | ----- | ----- | ----- |
| Coefficient de Gini                           | 0,436 | 0,443 | 0,444 | 0,446 | 0,467 | 0,481 |
| Excluant les ménages sans salarié             | 0,410 | 0,409 | 0,412 | 0,410 | 0,424 | 0,432 |
| Ratio de revenu moyen                         |       |       |       |       |       |       |
| Des 20 % les plus hauts aux 20 % les plus bas | 11,4  | 13,8  | 13,6  | 14,6  | 17,9  | 20,9  |
| 9e au 2e décile                               | 5,5   | 6,1   | 5,9   | 6,2   | 6,8   | 7,4   |